# Karrusellen (film fra 1923)
Karrusellen (originaltitel Merry-Go-Round) er en amerikansk stumfilm fra 1923 af Erich von Stroheim og Rupert Julian.

## Medvirkende
- Norman Kerry som Franz Maxmilian Von Hohenegg
- Mary Philbin som Agnes Urban
- George Siegmann som Schani Huber
- Dale Fuller som Marianka Huber
- Cesare Gravina som Sylvester Urban
- Edith Yorke som Ursula Urban
- George Hackathorne som Bartholomew Gruber